# برونو كانتانهيد
برونو كونها كانتانهيد مواليد (22 يوليو 1993) هو لاعب كرة قدم برازيلي يلعب كلاعب مهاجم لعب سابقاً لصالح نادي نادي مسيمير القطري.

## روابط خارجية
- برونو كانتانهيد على موقع دوري كوريا الجنوبية (الإنجليزية)
- برونو كانتانهيد على موقع قاعدة بيانات كرة القدم.إي يو (الإنجليزية)
- برونو كانتانهيد على موقع Soccerway.com (الإنجليزية)
- برونو كانتانهيد على موقع عالم كرة القدم.نت (الإنجليزية)